# خوسيه لوبيز (لاعب كرة قاعدة)
خوسيه لوبيز (بالإسبانية: José Celestino López)‏ هو لاعب كرة قاعدة فنزويلي، ولد في 24 نوفمبر 1983 في برشلونة، فنزويلا في فنزويلا.

## وصلات خارجية
- خوسيه لوبيز على موقع دوري كرة القاعدة الرئيسي (الإنجليزية)
- خوسيه لوبيز على موقع الدوري الياباني لكرة القاعدة (الإنجليزية)
- خوسيه لوبيز على موقعبيزبول رفرنس.كوم (الدوري الرئيسي) (الإنجليزية)
- خوسيه لوبيز على موقعبيزبول رفرنس.كوم (الدوري الثانوي) (الإنجليزية)
- خوسيه لوبيز على موقع إي إس بي إن.كوم (أم.أل.بي) (الإنجليزية)
- خوسيه لوبيز على موقع مشجعي الرسوم البيانية (الإنجليزية)